# Josefa Ruiz García
Josefa García Aguirre, plus connue comme Josefa Ruiz-García (Madrid, 1803 - Madrid, 1850), est une mezzo-soprano et soprano espagnole.

## Biographie
Elle est la fille aînée du fameux ténor et compositeur Manuel García avec sa première épouse, l'actrice, cantatrice et danseuse Manuela Aguirre Pacheco (1777 - 1836), qui se produisait sous le nom de scène Manuela Morales. Elle avait été précédée de deux frères, morts en bas âge, et d'une sœur. Elle est destinée dès son plus jeune âge à suivre la carrière artistique de ses parents, son père lui servant de mentor.
Peu après sa naissance, son père devient amoureux de Joaquina Briones (1780-1864), actrice et cantatrice elle aussi. Devant cette situation difficile, Manuela retourne à Cadix, abandonnant son mari et sa fille. 
Elle commence sur scène à 29 ans à Bologne, le 7 novembre 1832, dans Tancredi de Rossini, face à sa demi-sœur Maria Malibran, ce qui sera encore le cas dans Norma, L'esule di Roma ou La sonnambula. Selon son père, elle était dotée d'une voix exceptionnelle, supérieure à celle de sa sœur, qui en revanche avait plus de sens dramatique. 
En 1839, son époux le violoniste et chef d'orchestre Rafael Ruiz la pousse à faire des tournées américaines. De fait, elle s'installe à Santiago de Cuba jusqu'en 1840. De retour en Espagne, elle se met à la politique et prend fait et cause pour la bourgeoisie moyenne absolutiste, ce qui l'écarte de la scène des théâtres. 
Elle meurt en 1850.

## Interprétations

### Rôles créés
- Palmiero dans L'assedio di Messina de Giovanni Pacini, face à Maria Malibran en Irene, au Teatro San Carlo de Naples, à partir du 30 novembre 1833 et pendant l'automne[4].

### Autres
- Amenaide dans Tancredi de Rossini, face à sa demi-sœur, Maria Garcia Malibran, le 7 novembre 1832, au Gran teatro de Bologne[3]
- Matilde dans Guillaume Tell de Rossini, au Teatro San Carlo de Napoli, pendant le printemps 1933[5]

- Giulietta dans I Capuleti ed i Montecchi de Vincenzo Bellini, face à Maria Malibran en Romeo, au Teatro del Giglio de Lucques pendant l'été 1834[6]
  - et à La Scala de Milan, à partir du 9 octobre et pendant l'automne[7]
  - et encore, la même année, au Nuovo teatro comunale de Senigallia[8].
- Adalgisa dans Norma de Bellini, face à Maria Malibran en Norma, au Teatro del Giglio de Lucques, pendant l'été 1834[9]
  - et, la même année, au Nuovo teatro comunale de Senigallia[10]
  - et à La Scala de Milan, à partir du 27 septembre et pendant l'automne[11].

- Lisa dans La sonnambula de Bellini, face à Maria Malibran en Amina, à La Scala de Milan, pendant l'automne 1834[12]

- Argelia dans L'esule di Roma de Donizetti, au Nuovo teatro comunale de Senigallia, en 1834[13]
  - et pendant l'été de la même année au Teatro del Giglio de Lucques[14]
- Matilde dans I crociati a Tolemaide de Giovanni Pacini, au teatro Avvalorati de Livourne, pendant le carnaval 1834-1835[15]
- Amina dans La sonnambula de Bellini, au Teatro degli Accademici Avvalorati de Livourne, pendant le carnaval 1835[16]